# Alfa Romeo Giulietta (2010)
|  | Denne artikel omhandler Alfa Romeo Giulietta fra 2010. For andre bilmodeller af samme navn, se Alfa Romeo Giulietta. |
Alfa Romeo Giulietta er en bilmodel fra Alfa Romeo. Modellen afløste Alfa Romeo 147 i 2010.
Motorerne har alle 4 cylindre, 16 ventiler, turbolader og direkte indsprøjtning. Det drejer sig om benzinmotorer på 1,4 og 1,8 liter med 120 til 235 hk og dieselmotorer på 1,6 og 2,0 liter med hhv. 105 og 170 hk.
Giulietta findes i modsætning til forgængeren kun som 5-dørs hatchback, og konkurrerer med bl.a. Audi A3 og BMW 1-serie.

## Tekniske specifikationer[1]
| Model                       | Slag- volume cm³ | Effekt kW (hk) / omdr. | Maks. drejnings- moment Nm / omdr. | 0-100 km/t sek. | Topfart km/t |
| --------------------------- | ---------------- | ---------------------- | ---------------------------------- | --------------- | ------------ |
| Benzinmotorer               |                  |                        |                                    |                 |              |
| 1.4 Turbo                   | 1368             | 88 (120) / 5000        | 206 / 1750                         | 8,4             | 205          |
| 1.4 Turbo Multi Air         | 1368             | 125 (170) / 5500       | 230 / 2250                         | 6,8             | 220          |
| 1.4 Turbo Multi Air Dynamic | 1368             | 125 (170) / 5500       | 250 / 2500                         | 6,8             | 220          |
| 1750 Turbo                  | 1742             | 173 (235) / 5500       | 300 / 4500                         | 5,9             | 250          |
| 1750 Turbo Dynamic          | 1742             | 173 (235) / 5500       | 340 / 1900                         | 5,9             | 250          |
| Dieselmotorer               |                  |                        |                                    |                 |              |
| 1.6 JTDM                    | 1598             | 77 (105) / 4000        | 280 / 1500                         | 10,3            | 185          |
| 1.6 JTDM Dynamic            | 1598             | 77 (105) / 4000        | 320 / 1750                         | 10,3            | 185          |
| 2.0 JTDM                    | 1956             | 125 (170) / 4000       | 320 / 1500                         | 7,4             | 218          |
| 2.0 JTDM Dynamic            | 1956             | 125 (170) / 4000       | 350 / 1750                         | 7,4             | 218          |